# Moussa Ibn Salih
Pour les articles homonymes, voir Salih.
Moussa Ibn Salih (en tamazight : ⵎⵓⵙⴰ ⵓ ⵚⴰⵍⵉⵃ), est un prophète berbère avant l'arrivée de l'islam, ayant prêché au milieu du Ier siècle avant Jésus-Christ, au sein de tribus Zénètes judaïsées. Son nom originel est probablement Moshé ben Shelah, bien qu'il ait été repris sous une forme arabisée par les chroniqueurs musulmans.

## Histoire
Moussa ibn Saleh fut considéré comme prophète dans tous les Aurès, issu soit des Ifren ou Ghomert,,, et serait auteur selon Ibn Khaldoun de plusieurs prédictions rédigées en vers.
Contemporain de Juba II, il vécut au milieu du Ier siècle avant Jésus-Christ, probablement né vers 60 avant notre ère et mort vers 10 avant notre ère. Il est issu d'une tribu Zénète judaïsée, d'où son nom originel, Moshé ben Shaleh.
Il joua un rôle important dans le paysage politique maure. En effet, il incita les peuples de l'Aurès à la rébellion contre Juba II, qu'il considérait comme trop soumis à Rome, et plaida pour la création d'un État rassemblant tous les Gétules et en particulier les Zénètes. Il prédit notamment que les Zénètes formeraient un pouvoir politique fort défiant Rome et étendraient leur puissance jusqu'en Europe, ce qui  s'est factuellement concrétisé quelques siècles plus tard avec la conquête de la péninsule Ibériques par le Berbère Zénètes Tariq Ibn Ziyad. Sur le plan religieux, ses enseignements ne semblent pas se démarquer du judaïsme tel que pratiqué par certaines tribus Zénètes, si ce n'est par une sorte de nationalisme berbère assez atypique.

## Révélation
Moussa Ibn Salih a révélé à son peuple berbère qu'il y aurait la fondation d'un État fort par les Zénètes. Ces révélations se sont répandues chez les Berbères.